# St. Peter (Altenburg)

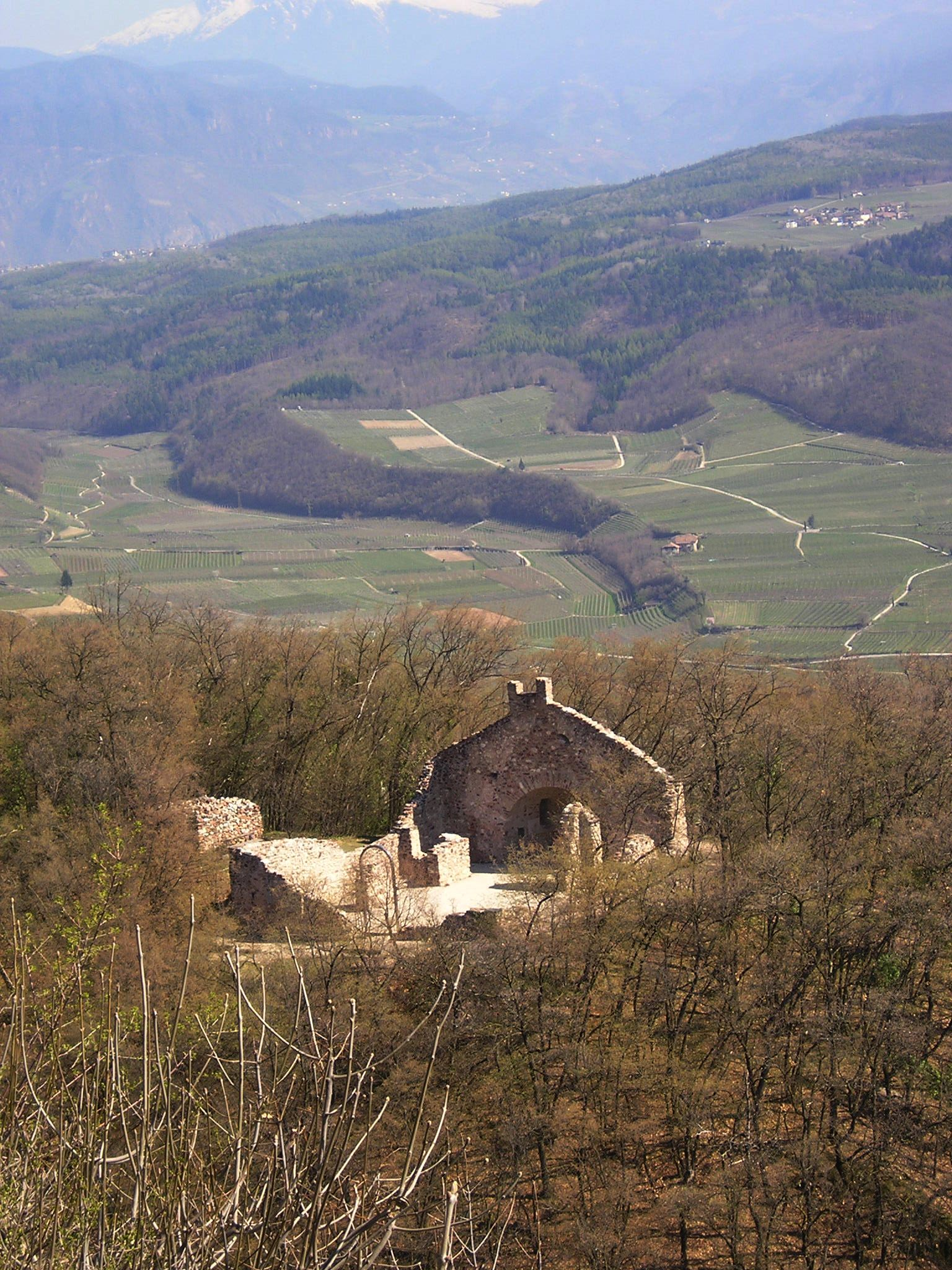
Die Kirchenruine St. Peter

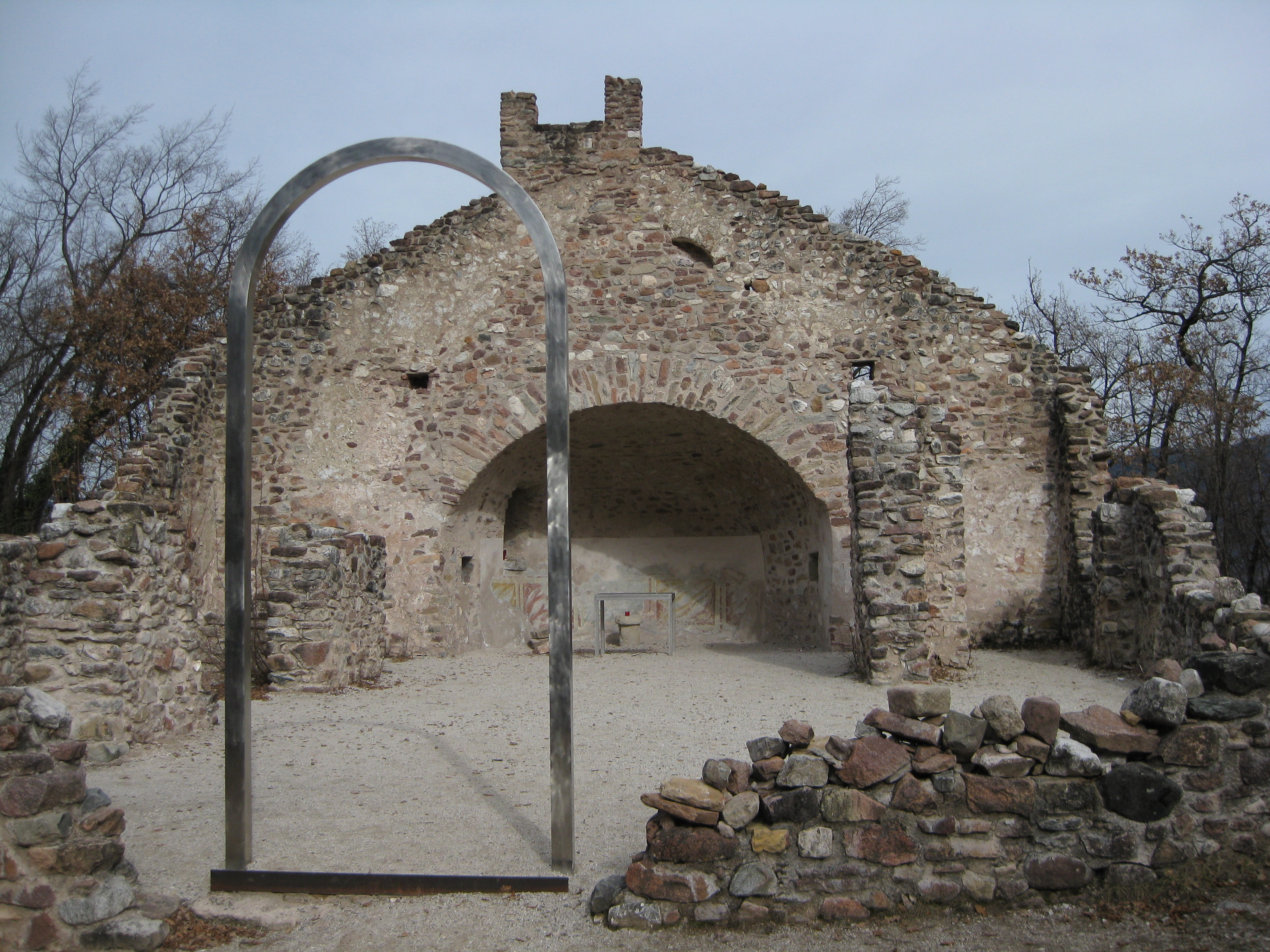
Nahaufnahme der Überreste

Die nur noch als Ruine erhaltene Kirche St. Peter in Altenburg bei Kaltern im Überetsch zählt zu den ältesten Sakralbauten in Südtirol (Italien).

## Lage und Beschreibung
Die Kirchenruine steht auf einem dem Altenburger Plateau ostseitig vorgelagerten Hügel, dem St.-Peters-Bühel. Das Gebäude reicht in seinen Ursprüngen bis in das 6. Jahrhundert zurück und war ehemals über eine mittelalterliche Steinbrücke erreichbar. Die Außenmaße der Ruine betragen 17,24 m × 13,4 m. Die dreischiffige Basilika verfügt über eine gewölbte Apsis mit Rundbogen im Osten und einen Nebenraum im Nordosten. Eine nord-südlich ausgerichtete, 2,2 m lange und 0,7 m breite gemeißelte Vertiefung im Felsen, 2,8 m von der Südwand außerhalb der Ruine anzutreffen, dürfte eine hervorgehobene Bestattungsstelle gewesen sein; sie verfügt im Norden über eine erhöhte Kopflage.
Vom reichen Freskenschmuck, so dem „Jüngsten Gericht“ von Meister Thomas Egnolt (15. Jahrhundert) aus St. Pauls hat sich nur noch ein Rest der Marmorierung im unteren Teil der Apsis erhalten; 1847 ist bei Staffler davon die Rede, dass man an den beiden Seiten der Langhausruine „die zwölf Apostel noch in lebendiger Farbenfrische mit Fleiß und großer Kunst gemalt“ sieht.
Von der Ruine führt ein von 1995 bis 2000 errichteter „Friedensweg“ mit sieben mit Kunstwerken versehenen Besinnungsstationen über das Biotop Rastenbachklamm hinab zum Kalterer Ortsteil St. Anton.

## Geschichte
Die Besiedelung des Hügels erfolgte, wie archäologische Funde nahelegen, bereits in der Bronzezeit. Der Sakralbau ist in einer Abschrift von 1191 des „Vigiliusbriefes“ im Pfarrarchiv von Kaltern erstmals erwähnt. 1332 ist urkundlich von einem Mönch Nikolaus („Nich(e)lus monacus sancti Petri de Altenburga“) die Rede. 1821 ist von ihr als „Vigiliusgrab“ die Rede. Der Legende nach soll es sich um die Schlafstätte des 405 n. Chr. verstorbenen hl. Vigilius gehandelt haben, eine andere Deutung sieht die Vertiefung als prähistorische Opferstätte und spätere christliche Taufstätte an. Bis 1786 führten hierher noch Kreuzgänge aus Kaltern. Die Schließung der Kirche 1782 unter Kaiser Josef II. und das Abtragen des Daches samt Holzdecke führten zum Verfall.
1996 wurden archäologische Grabungen durchgeführt. Nach Errichtung einer Hängebrücke anstelle der mittelalterlichen Brücke und Sanierungsmaßnahmen an der Ruine erfolgte 2000 eine neue Weihe der Kirchenruine.